# Fédération costaricienne de rugby à XV
La Fédération costaricienne de rugby à XV (officiellement en espagnol : Federación de Rugby de Costa Rica) est l'instance qui régit l'organisation du rugby à XV au Costa Rica.

## Historique
L'organisme est fondé en 1984.
En 2011, la fédération devient membre de la Confederación Sudamericana de Rugby, organisme sud-américain du rugby.
Elle devient le 14 mars 2014 membre associé de l'International Rugby Board, organisme international du rugby, avant de devenir à membre à part entière en novembre 2017,.
Elle est affiliée au sein du Comité olympique du Costa Rica depuis le 18 février 2015.